# Houk Spur
Der Houk Spur ist ein blanker Felssporn im westantarktischen Queen Elizabeth Land. In der südlichen Patuxent Range der Pensacola Mountains erstreckt er sich 1,5 km südwestlich des Mount Dumais ausgehend vom südwestlichen Ende des Mackin Table.
Der United States Geological Survey kartierte ihn anhand eigener Vermessungen und Luftaufnahmen der United States Navy aus den Jahren zwischen 1956 und 1966. Das Advisory Committee on Antarctic Names benannte ihn 1968 nach Leutnant Vernon Neal Houk (1929–1994), diensthabender Offizier auf der Amundsen-Scott-Südpolstation im antarktischen Winter 1958.